# Chahal
Chahal (auch San Fernando Chahal oder Chaal genannt) ist ein Ort in Guatemala und Verwaltungssitz der gleichnamigen Großgemeinde (Municipio) im Departamento Alta Verapaz. In dem 336 km² großen Municipio leben rund 20.000 Menschen, in Chahal etwa 2.000.

## Geographie
Chahal liegt im östlichen Tiefland von Alta Verapaz an der Franja Transversal del Norte (FTN), einer wichtigen Ost-West-Fernverbindung entlang der Grenze zu Petén und Mexiko. Nach Cobán, der Hauptstadt von Alta Verapaz, sind es knapp 150 km, nach Guatemala-Stadt rund 370 km. Der Süden des Municipios hat noch Anteil an den Ausläufern der Sierra de Santa Cruz, die hier im Cerro Tabol 718 Meter erreicht. Das tropisch geprägte Tiefland im Norden liegt auf rund 200 m Höhe. Der Río Chiyú bildet die nördliche Grenze.
Das Municipio grenzt im Nordosten an San Luis (Petén), im Südosten an Livingston (Izabal), im Südwesten an Santa María Cahabón und im Nordwesten an Fray Bartolomé de Las Casas.

## Bevölkerung
Die örtliche Bevölkerung stammt überwiegend von den Kekchí ab, einen kleineren Teil bilden Ladinos. Die Menschen leben vorwiegend von der Landwirtschaft.

## Geschichte
Das Territorium ist seit der Vorgeschichte von Maya besiedelt. Im kolonialen Vizekönigreich Neuspanien gehörte das Territorium zu Izabal.
Am 2. November 1887 löste die Regierung in Guatemala-Stadt Chahal per Dekret aus dem Departamento Izabal heraus und schlug es dem Departamento Alta Verapaz zu, wo es zunächst vom Municipio Santa María Cahabón als Landgemeinde (Aldea) verwaltet wurde. Eingesetzt hatten sich dafür unter anderem einflussreiche Persönlichkeiten wie Manuel de la Cruz Tot und Manuel Flores, die sich mit Chahal eng verbunden fühlten. Unter der Regierung von Manuel José Estrada Cabrera wurde die Aldea Chahal am 5. September 1903 zum eigenständigen Municipio San Agustín Chahal erhoben.
Am 3. Mai 1980 wurde vom Gebiet Chahals die Landgemeinde Fray Bartolomé de Las Casas ausgemessen und zum selbständigen Municipio erhoben. Da dies unter der Regierung des Präsidenten Fernando Romeo Lucas García geschah, wurde San Agustín Chahal in San Fernando Chahal umgetauft. Am 3. April 1983 ließ der Diktator Efraín Ríos Montt die Hauptgemeinde von Viejo Chahal („Alt-Chahal“) durch die Anordnung 5409 zur Finca Rubel Inup (Kekchí: La Ceiba) zwangsumgesiedeln.
Am 8. Juli 2009 wurden die Kekchí-Ansiedlungen Finca Renacimiento und Finca Las Flores von 700 Polizei- und Militärkräften geräumt. Das Räumkommando rückte in 62 Fahrzeugen an und führte ein Panzerfahrzeug mit sich. Das Vorfahren eines Panzers, anlässlich einer Räumung, stellte eine demonstrative Eskalation von Seiten der Regierung Álvaro Colom Caballeros dar. Die etwa 30 Familien der Ansiedlung Renacimiento und die etwa 65 Familien der Ansiedlung Las Flores wurden vertrieben. Um 9.30 Uhr begannen die Ordnungskräfte, die 65 Häuser mit Kleidung, Lebensmitteln und Landwirtschaftsgerät in Brand zu setzen. Die Räumung erfolgte auf eine Anzeige des örtlichen Latifundisten.
Die Geräumten wiesen auf Verfahrensfehler bei der Räumung hin, die Räumungsanordnung war für das Grundstück 5,422, Blatt 69 im 93. Grundbuch von Alta Verapaz ausgestellt. Die Gemeinde El Renacimiento befindet sich auf dem Grundstück 270 Blatt 68 im 52. Grundbuch von Alta Verapaz.
Während des Bürgerkrieges in Guatemala gab es gegenläufige Entwicklungen der Verteilung von Landeigentum. Einerseits wurde mit der Vergabe von Landtiteln gerne das Wohlwollen der Siedler und Zwangsumgesiedelten erkauft. Andererseits wurden durch Staatsterror zahlreiche Gemeinden, die im Verdacht standen, mit der Guerilla zu kooperieren, massakriert oder vertrieben. Die sogenannten Bodenreformen während des Bürgerkrieges waren Besiedelungsprojekte, die Investoren und Militärs begünstigten. 1996 waren 70 % der bewirtschaftbaren Flächen im Eigentum von 2 % der Bevölkerung. Um eine Existenzgrundlage als Landwirte zu schaffen, wurde im Rahmen der Friedensverträge 1986–1996, mit Unterstützung von IWF und Weltbank, das Förderprogramm Fondo de Tierra eingerichtet, um Grundstücksverkehr populär zu machen. Der Fondo de Tierra wird bezichtigt, bei der Landvergabe ineffektiv zu sein. Der Preis des Landes, die Kriterien bei der Kreditvergabe und die Zinshöhe schließen Teile der Bevölkerung vom Erwerb von Land aus. 2007 waren in Guatemala mehr 80 Gemeinden besetzt und die Besetzer forderten eine Legalisierung ihres Status.
Durch die Comunidad La Peñita in Chahal, führt eine Öl-Pipeline von Rubelsalto, Alta Verapaz, nach Puerto Barrios.

## Sehenswürdigkeiten
- Balneario Las Conchas oder Sepemech sind ein Ensemble aus Wasserfällen und Gumpen.
- Balneario Oxlajuj ha  (Drei Wasser auf K’eqchi’).[9]

## Religion
Neben der römisch-katholischen Kirche kennen die Kekchí das bisexuelle Tzultuká, die Seele der Cerros und Täler. In Chahal und Chisec wird berichtet, dass sich Tz¸ltak'a in die Frau Dominga verliebt und ihr eine Blume geschenkt habe, als Zeichen, dass es ihrem Vater vorgestellt werden wollte. Als die Tochter ihrem Vater die Blume gab, verwandelte sie sich in eine Monja Blanca aus Silber, was den Vater überzeugte, dass Tz¸ltak'a seine Tochter heiraten wollte. Die beiden leben der Legende nach im inneren eines Cerros.